# 小五彩苏
小五彩苏（学名：Coleus scutellarioides var. crispipilus）为唇形科鞘蕊花属下的一个变种。